# Fatjon Bytyçi
Fatjon Bytyçi, född den 28 maj 1994 i Kukësi i Albanien, är en albansk fotbollsspelare som spelar för FK Kamza i albanska Kategoria Superiore. Han spelar primärt i anfallsspel.